# Земляна гадюка
Земляна гадюка (Atractaspis) — рід отруйних змій родини земляних гадюк (Atractaspididae). Описано 22 види, поширених в Африці та Аравійському півострові.

## Опис
Загальна довжина представників цього роду коливається від 30 до 75 см. Голова маленька, вкрита великими симетричними щитками, очі крихітні. Голова не відмежована від тулуба. Тулуб циліндричний з гладенькою лускою, яка має 17—37 рядків. Хвіст короткий. Підхвостові щитки тягнуться у 1—2 рядки. Мають великі порожнисті ікла (2—3) та більше ніяких інших зубів. Ікла можуть складатися, деякі представники роду здатні випрямляти їх, не відкриваючи повністю пащу, так, що ікла стирчать з боків. Це допомагає цим зміям вкусити здобич, поки вони знаходяться під землею.
Забарвлення спини коричневе або чорне з різними відтінками, черево біле або кремове.

## Поширення
Мешкають південніше пустелі Сахара (Африка), а також на Аравійському півострові.

## Спосіб життя
Полюбляють чагарникову місцевість, напівпустелі. Активні вночі. Більшу частину життя проводять під землею, риючи ходи та нори. Харчуються дрібними зміями, гризунами та ящірками.
Це яйцекладні змії. Самиці відкладають до 10 яєць.

## Практичне  значення
Багатоніжкоїди, не зважаючи на свій невеликий розмір, можуть становити небезпеку для людини. При зустрічі з людиною ведуть себе агресивно і при першій же можливості зразу кусають. Їх отрута високотоксична і може призводити до тяжких місцевих уражень, хоча смертельні випадки вкрай рідкі. 

## Види
- Atractaspis andersonii
- Atractaspis aterrima
- Atractaspis battersbyi
- Atractaspis bibronii
- Atractaspis boulengeri
- Atractaspis branchi
- Atractaspis coalescens
- Atractaspis congica
- Atractaspis corpulenta
- Atractaspis dahomeyensis
- Atractaspis duerdeni
- Atractaspis engaddensis
- Atractaspis engdahli
- Atractaspis fallax
- Atractaspis irregularis
- Atractaspis leucomelas
- Atractaspis magrettii
- Atractaspis microlepidota
- Atractaspis micropholis
- Atractaspis phillipsi
- Atractaspis reticulata
- Atractaspis scorteccii
- Atractaspis watsoni